# Paleochóri (Dimitsána, Arcadie)
Pour les articles homonymes, voir Paleochóri.
Paleochóri (grec moderne : Παλαιοχώρι) est une localité située dans le dème de Gortynie, dans le district régional d'Arcadie, dans la périphérie du Péloponnèse, en Grèce.
Selon le recensement de 2021, elle compte 23 habitants.